# Alice (Południowa Afryka)
Alice – miasto w Republice Południowej Afryki, w Prowincji Przylądkowej Wschodniej.
Miasto zostało założone w 1824 jako Lovedale, obecną nazwę nadano na cześć księżniczki Alicji, córki królowej Wiktorii. W mieście znajduje się, University of Fort Hare, z którym związany był m.in. Nelson Mandela.